# Chernes armenius
Chernes armenius är en spindeldjursart som först beskrevs av Beier 1929.  Chernes armenius ingår i släktet Chernes och familjen blindklokrypare. Inga underarter finns listade i Catalogue of Life.